# Ponte da Barca (Pontevedra)
A Ponte da Barca é uma construção sobre o rio Lérez, na sua foz na ria de Pontevedra, que liga a cidade de Pontevedra (no bairro da Moureira) com o município de Poio em Espanha.

## História
Segundo os documentos de 1197, a passagem de barco, que deu o seu nome ao lugar e à ponte, era controlada pelos monges beneditinos do mosteiro de São João de Poio .

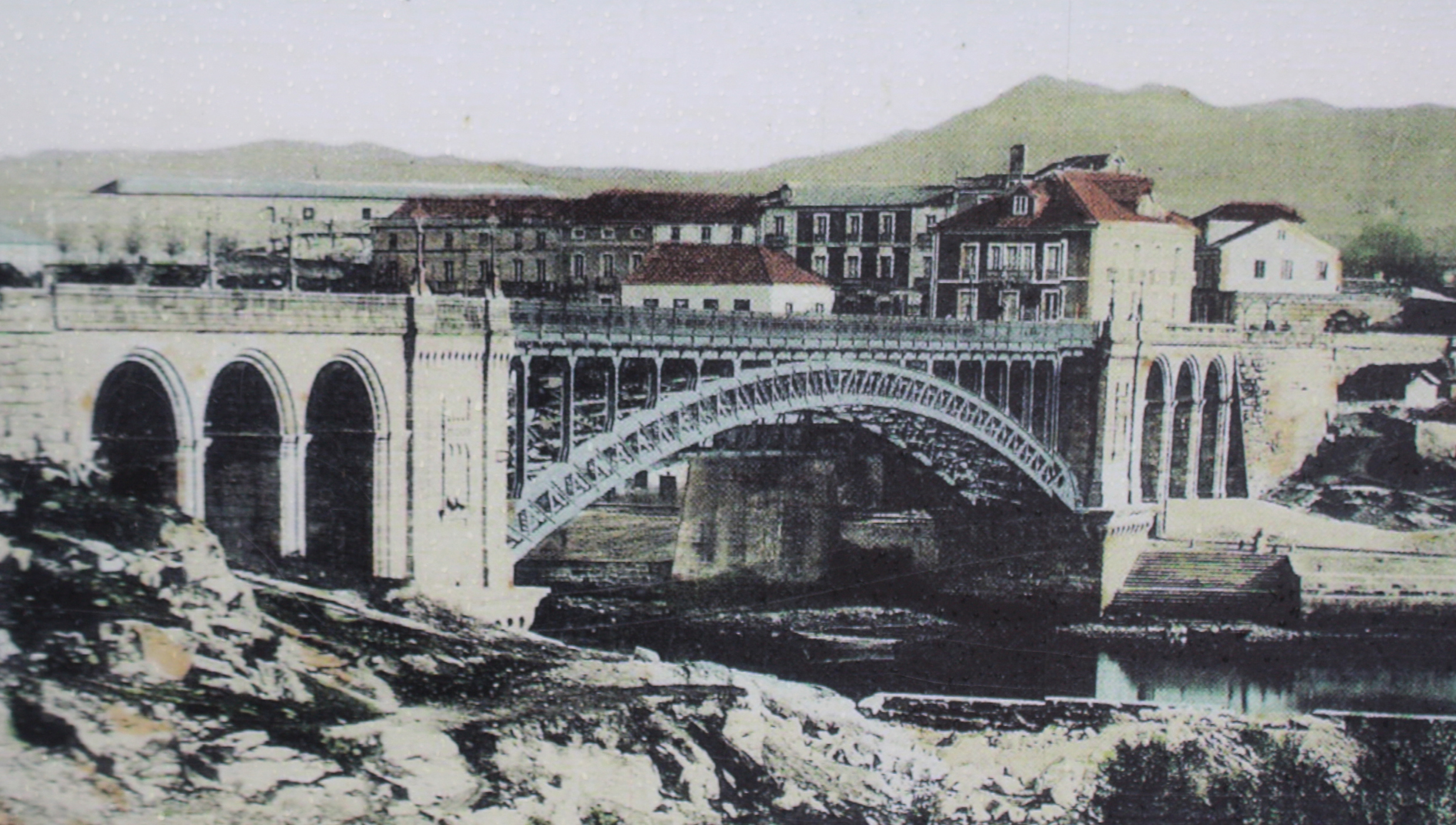
Ponte da Barca no século XIX

No século XIX, a Sociedade dos Marinheiros de Pontevedra explorou a passagem, o que levou a confrontos com o Mosteiro de Poio, o Marquês de Riestra e a Marinha espanhola. A fim de evitar estes confrontos, dada a necessidade de construir uma ponte, foi criada a "Empresa patrocinadora da construção da ponte da Barca", formada pela Sociedade de Marinheiros, os habitantes de Poio e os parceiros capitalistas.

### Primeira ponte
A primeira ponte da Barca, de madeira, foi construída em 1867, e começou a funcionar em 1871 . A estrutura incluía uma secção de elevação, que era levantada com um guincho para permitir a passagem de grandes navios para as docas da Galera e do Burgo.

### Segunda ponte

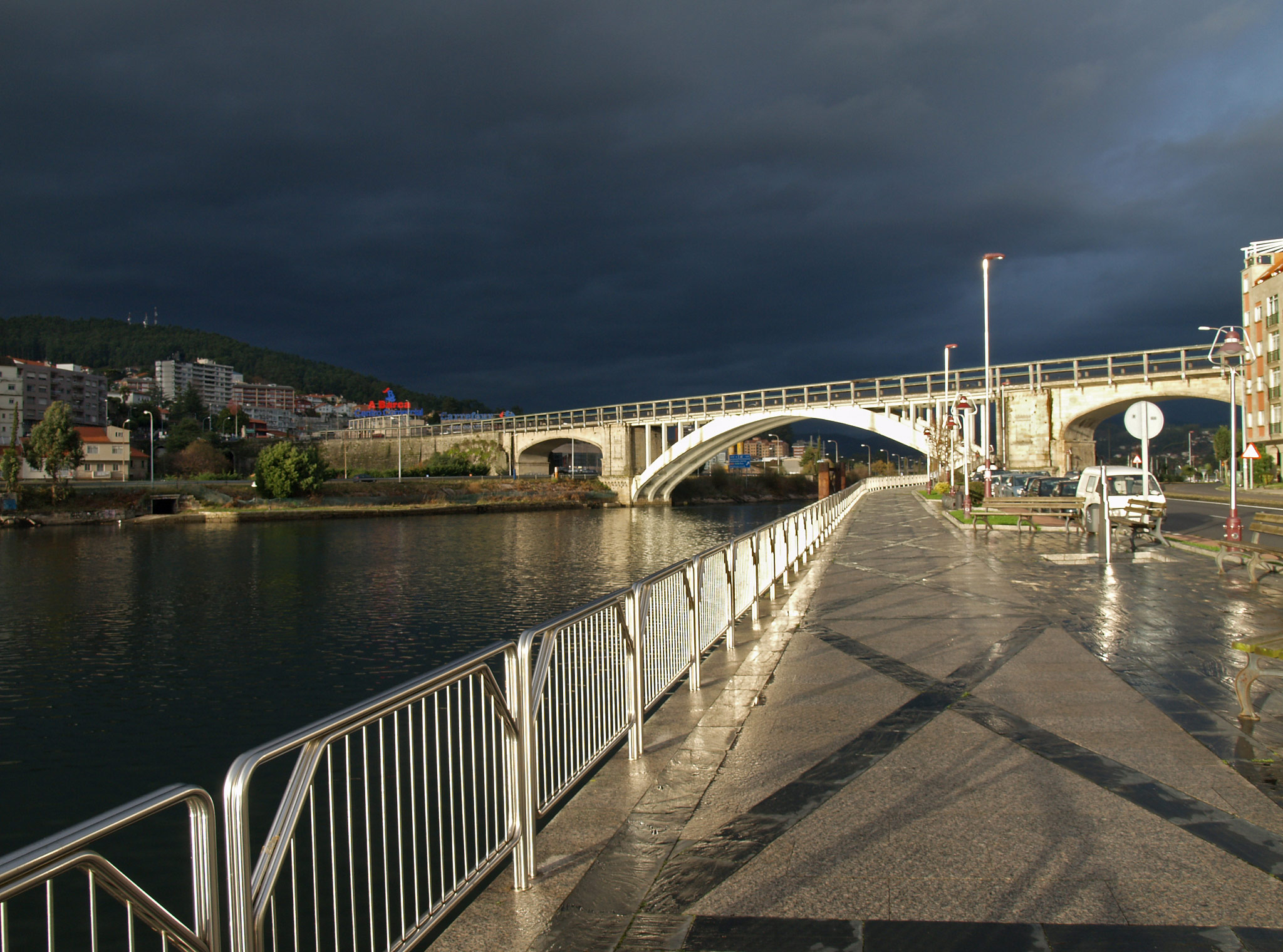
Ponte da Barca e ria de Pontevedra

As administrações, especialmente o Marquês de Riestra, que tinha uma propriedade rural e uma fábrica em A Caeira, e políticos como Eduardo Vincenti ou Montero Ríos, exigiram a construção de uma ponte elevada e outra paralela para a passagem da ferrovia. Em 1887, começaram os trabalhos no que viria a ser uma ponte de pedra.  O trabalho foi interrompido durante sete anos.
Em 1894, foi necessário construir uma ponte metálica, como é o caso na arquitetura contemporânea, devido à maior facilidade de transporte, o que permitiu um manuseamento mais dúctil e uma execução mais rápida da ponte. A obra reúne os postulados da arquitectura metálica, que difundiu o uso do aço como material arquitectónico desde que Joseph Paxton desenhou o pavilhão do Crystal Palace na Feira Mundial de Londres em 1851.
O projecto, concebido por Luis Acosta e Eduardo Fungueiriño, foi realizado por Chavarri, Petrement e Cia. Durante a sua construção, os trabalhadores contratados pelo industrial Benito Corbal entraram em greve durante algum tempo, que terminou graças à mediação do governador civil, Augusto González Besada.
No início do século XX, começaram os trabalhos sobre o arco metálico central. A ponte foi inaugurada a 3 de julho de 1905. Tinha um arco com un vão de 75 metros, assente em dois resistentes suportes de alvenaria, e três arcos em cada lado, nos quais foram esculpidos motivos ornamentais em estilo gótico, ao gosto da época. Na véspera da inauguração, foram efectuados testes de carga, colocando 200 toneladas sob carga estática e 13 carruagens de 4 toneladas cada uma sob carga dinâmica.
A ponte tornou-se uma linha divisória no bairro da Moureira, deixando de um lado a área residencial dos marinheiros, do outro a área das tabernas e bordéis.

### Renovações
Em 1945, começaram os trabalhos para substituir a estrutura metálica por um arco de concreto de 72 metros de vão concebido por Eduardo Torroja Miret. No entanto, o trabalho só foi concluído em 1950.
Em 1989, o pilar de alvenaria no lado sul foi modificado de três arcos para um mais largo, sob o qual se situa a Avenida Corbaceiras. Dois anos mais tarde, o pilar duplo do lado norte foi também alargado para acomodar a AP-9 por baixo.
Hoje, após renovações em meados dos anos 1990 e 2010, a ponte tem tráfego nos dois sentidos para veículos e calçadas cobertas para peões.

## Descrição
A ponte deve o seu nome ao facto de que no passado, a passagem de Pontevedra para Poio era feita de barco.
É formada por um grande arco de betão armado com um vão de 72 metros, sobre a Ria de Pontevedra, e dois  arcos rebaixados de alvaneria com um vão de 25 metros nos lados em terra. É decorada com baixos-relevos na parte inferior dos grandes pilares de suporte de concreto revestidos de granito.
A ponte tem 13 metros de largura e 200 metros de comprimento. O vão do arco suporta duas faixas de circulação rodoviária e duas calçadas.
Para proteger o transeunte dos ventos e chuvas do inverno, há uma cobertura de madeira nas calçadas da ponte.

## Galeria de imagens

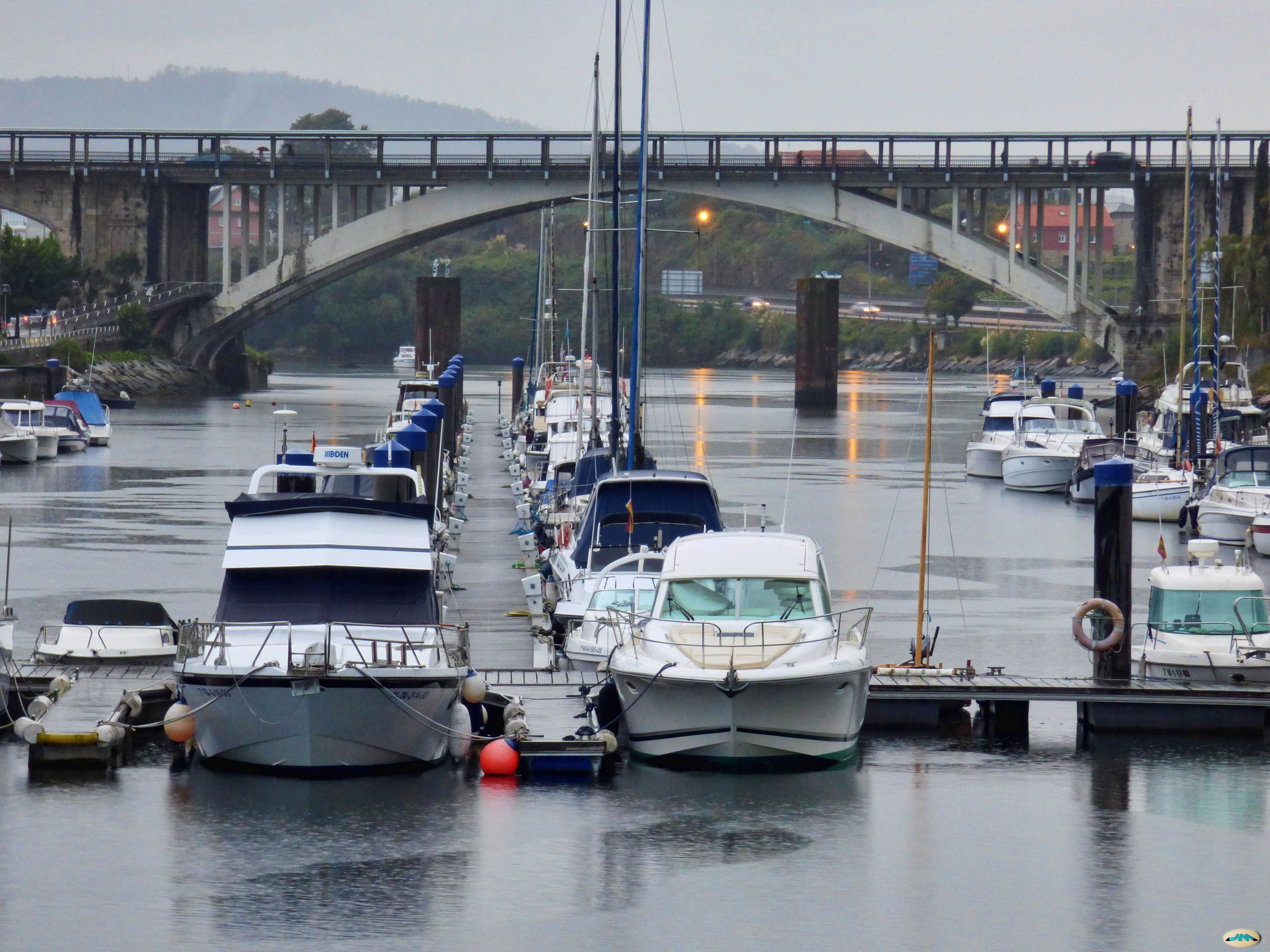
Ponte da Barca e marina.
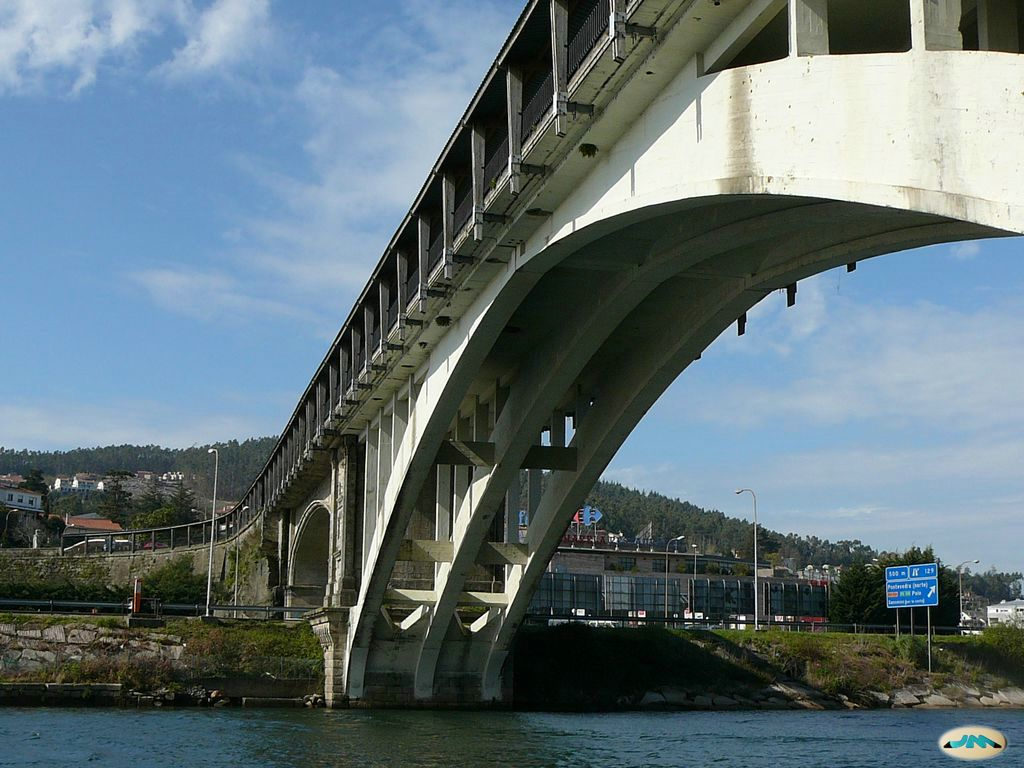
Arco de concreto da ponte.
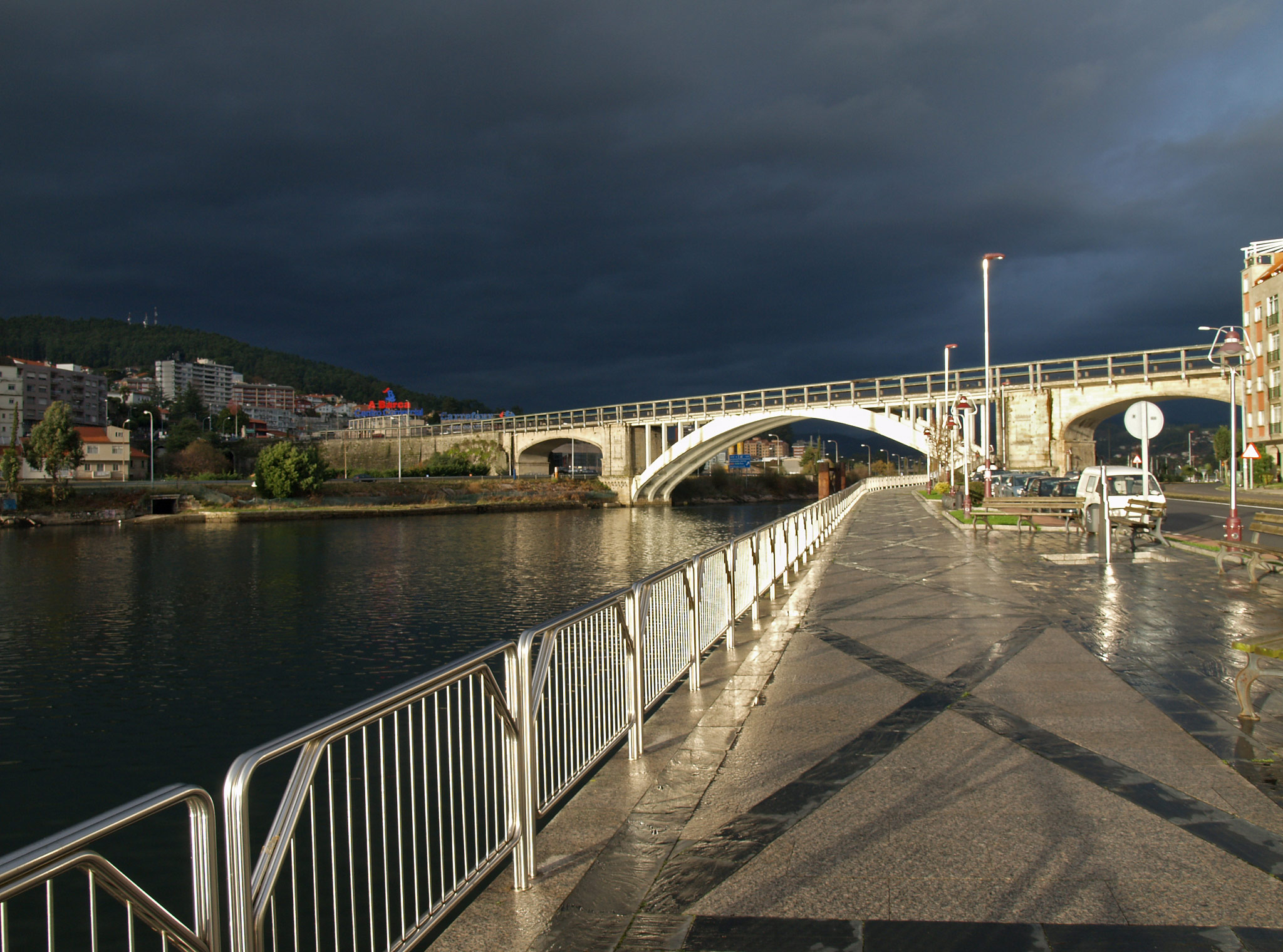
Ponte e Passeio Marítimo de Pontevedra

### Outros artigos
- Ponte do Burgo
- Ponte dos Tirantes
- Ponte das Correntes
- Praça Concepción Arenal